# Пахтакор
«Пахтако́р» (узб. «Paxtakor» Toshkent futbol klubi / «Пахтакор» Тошкент футбол клуби) — узбекистанский футбольный клуб из Ташкента, один из самых известных клубов Узбекистана и бывшего СССР. Основан 8 апреля 1956 года на базе ташкентского «Спартака», созданного в 1937 году.
На протяжении 36 сезонов (1956—1991) выступал в различных по уровню лигах чемпионата СССР, включая Высшую лигу. Начиная с 1992 года — постоянный участник Высшей лиги (с 2008 года — Суперлиги) чемпионата Узбекистана.
Является 16-кратным чемпионом, 6-кратным серебряным и 2-кратным бронзовым призёром чемпионатов страны, 13-кратным обладателем и 3-кратным финалистом Кубка Узбекистана, обладателем Суперкубка Узбекистана (2021), финалистом Кубка СССР 1968 года, победителем Первой лиги СССР 1972 года, обладателем Кубка чемпионов Содружества (2007) и его финалистом (2008), 2-кратным полуфиналистом Лиги чемпионов АФК (2002/03 и 2004).

## История

### Советский период
Под названием «Пахтакор» (в переводе с узбекского — «хлопкороб») свой первый матч в чемпионате провёл 8 апреля 1956 года с командой города Молотова (сейчас — город Пермь).
В 1959 году клуб был включен в Высшую лигу чемпионата СССР. В 1960-е годы лидерами «Пахтакора» были нападающие Геннадий Красницкий (1940—1988) и Берадор Абдураимов (род. 1943).
В 1962 году команда заняла 6-е место в чемпионате СССР. Но развить успех не удалось — в следующем сезоне клуб покинул высший дивизион.
В 1964 году «Пахтакор» под руководством Александра Абрамова добился возвращения в Высшую лигу. В 1968 году клуб под руководством Евгения Елисеева вышел в финал Кубка СССР, где в «Лужниках» на 8-градусном морозе уступил московскому «Торпедо» (0:1). Единственный мяч в матче забил во втором тайме Юрий Савченко. Это был единственный случай в истории, когда в финале Кубка СССР играла команда из Средней Азии.
В 1971 году «Пахтакор» вновь вылетел из Высшей лиги, а в следующем сезоне опять в неё вернулся, выиграв турнир Первой лиги.
В конце 1970-х годов в «Пахтакоре» подобралась очень перспективная команда, но 11 августа 1979 года случилась трагедия — она разбилась в авиакатастрофе.
Клуб в нескольких последующих сезонах был усилен игроками из других команд. В регламент чемпионата СССР была внесена статья, по которой в течение трёх лет независимо от результатов «Пахтакор» сохранял место в Высшей лиге (на практике этот пункт был применён лишь в 1981 году, когда было занято последнее, 18-е место в чемпионате).

## Текущий состав
Состав команды на сезон 2025 года.

| 1  | Флаг России      | Вр  | Никита Шевченко           | 2003 |  |  |  |  |  |
| 12 | Флаг Узбекистана | Вр  | Владимир Назаров          | 2002 |  |  |  |  |  |
| 12 | Флаг Бразилии    | Вр  | Джонатан Сикейра          | 1991 |  |  |  |  |  |
|    |                  |     |                           |      |  |  |  |  |  |
| 2  | Флаг Узбекистана | Защ | Беҳруз Аскаров            | 2003 |  |  |  |  |  |
| 3  | Флаг Узбекистана | Защ | Шахзод Азмиддинов         | 2000 |  |  |  |  |  |
| 4  | Флаг Узбекистана | Защ | Абдулла Абдуллаев         | 1997 |  |  |  |  |  |
| 5  | Флаг Узбекистана | Защ | Мухаммадкодир Хамралиев   | 2001 |  |  |  |  |  |
| 7  | Флаг Узбекистана | Защ | Хаджиакбар Алиджанов      | 1997 |  |  |  |  |  |
| 20 | Флаг Узбекистана | Защ | Дилшод Абдуллаев          | 2006 |  |  |  |  |  |
| 22 | Флаг Узбекистана | Защ | Умар Адхамзода            | 1998 |  |  |  |  |  |
| 44 | Флаг Узбекистана | Защ | Махмуджон Махамаджонов    | 2003 |  |  |  |  |  |
| 55 | Флаг Узбекистана | Защ | Мухаммадрасул Абдумажидов | 2004 |  |  |  |  |  |
| 77 | Флаг Узбекистана | Защ | Дильшод Саитов            | 1999 |  |  |  |  |  |
|    |                  |     |                           |      |  |  |  |  |  |
| 6  | Флаг Узбекистана | ПЗ  | Мухаммадали Уринбоев      | 2005 |  |  |  |  |  |
| 8  | Флаг Узбекистана | ПЗ  | Диёр Холматов             | 2002 |  |  |  |  |  |
| 9  | Флаг Узбекистана | ПЗ  | Иброхим Ибрагимов         | 1995 |  |  |  |  |  |

| 15 | Флаг Узбекистана | ПЗ  | Диёр Ортикбоев        | 2003 |  |  |  |  |  |
| 17 | Флаг Узбекистана | ПЗ  | Достонбек Хамдамов    | 1996 |  |  |  |  |  |
| 23 | Флаг Узбекистана | ПЗ  | Абдурауф Буриев       | 2002 |  |  |  |  |  |
| 27 | Флаг Узбекистана | ПЗ  | Сардор Собирходжаев   | 1994 |  |  |  |  |  |
| 31 | Флаг Узбекистана | ПЗ  | Мухаммадали Усмонов   | 2004 |  |  |  |  |  |
| 40 | Флаг Кыргызстана | ПЗ  | Кими Мерк             | 2004 |  |  |  |  |  |
|    | Флаг Ирака       | ПЗ  | Башар Расан           | 1996 |  |  |  |  |  |
|    | Флаг Бразилии    | ПЗ  | Джонатан Лукка        | 1994 |  |  |  |  |  |
|    |                  |     |                       |      |  |  |  |  |  |
| 11 | Флаг Узбекистана | ПЗ  | Пулатхужа Холдорхонов | 2003 |  |  |  |  |  |
| 30 | Флаг Узбекистана | Нап | Отабек Журакузиев     | 2002 |  |  |  |  |  |
| 50 | Флаг Бразилии    | Нап | Фламарион             | 1996 |  |  |  |  |  |
| 99 | Флаг Узбекистана | Нап | Улугбек Хошимов       | 2001 |  |  |  |  |  |
|    | Флаг Узбекистана | Нап | Игорь Сергеев         | 1993 |  |  |  |  |  |

## Тренерский штаб
| Спортивный директор     | Дмитрий Адисман |
| Главный тренер          | Педро Морейра   |
| Тренер                  | Марко Лейчи     |
| Тренер                  | Хосе Борхес     |
| Тренер вратарей         | Павел Бугало    |
| Тренер по физподготовке | Мигель Соарес   |
| Тренер по физподготовке | Рикардо Васон   |

## Достижения

### СССР
- Кубок СССР
  - Финалист: 1967/68
- Первая лига СССР
  - Победитель: 1972
  - Серебряный призёр (2): 1977, 1990
- Кубок Первой лиги СССР
  - Обладатель (2): 1988, 1989

### Узбекистан
- Чемпионат Узбекистана
  - Чемпион (16, рекорд): 1992, 1998, 2002, 2003, 2004, 2005, 2006, 2007, 2012, 2014, 2015, 2019, 2020, 2021, 2022, 2023.
  - Серебряный призёр (6): 1993, 2001, 2008, 2009, 2010, 2018.
  - Бронзовый призёр (2): 2011, 2017
- Кубок Узбекистана
  - Обладатель (13, рекорд): 1993, 1997, 2000/2001, 2001/2002, 2002/2003, 2004, 2005, 2006, 2007, 2009, 2011, 2019, 2020
  - Финалист (3): 1996, 2008, 2018
- Суперкубок Узбекистана
  - Обладатель (2): 2021, 2022
- Чемпионат среди дублирующих составов клубов
  - Победитель (5): 2002, 2003, 2004, 2005, 2006

### Международные
- Лига чемпионов АФК
  - Полуфиналист (2): 2003, 2004
- Кубок чемпионов Содружества
  - Обладатель: 2007
  - Финалист: 2008
- Кубок Индийской футбольной ассоциации (IFA Shield)
  - Обладатель: 1993
- Кубок Средней Азии
  - Обладатель: 1954

### Рекорды
- В Высшей лиге Узбекистана провёл 15 сезонов (с 1992): 460 матчей, +308=66-86, разница мячей — 1123—442.
- Худший результат — 8-е место (1994).
- Самая крупная победа в чемпионатах — 11:0 (над «Кызылкумом» в 2007 году).
- Самое крупное поражение — 0:4 (от МХСК в 1995 году, от «Насафа» и «Нефтчи» в 2002 году).
- Больше всего матчей за клуб — Мурод Алиев (231).
- Лучший бомбардир клуба — Игорь Шквырин (66 мячей).
- Рекордсмен клуба за сезон — Анвар Солиев (29 мячей в 2005 году). 20 ноября 2020 года стал 13-тикратным чемпионом Узбекистана

## Международные турниры
| Сезон     | Турнир                        | Раунд                 | Соперник        | Дома              | В гостях | Всего              |
| --------- | ----------------------------- | --------------------- | --------------- | ----------------- | -------- | ------------------ |
| 1994/95   | Кубок обладателей кубков Азии | Предварительный раунд | Равшан          | 10:0              |          |                    |
| 1994/95   | Кубок обладателей кубков Азии | Предварительный раунд | Тараз           | 0:3               |          |                    |
| 1994/95   | Кубок обладателей кубков Азии | Предварительный раунд | Алай            | 5:1               |          |                    |
| 1994/95   | Кубок обладателей кубков Азии | Предварительный раунд | Мерв            | 4:0               |          |                    |
| 1998/99   | Кубок обладателей кубков Азии | 1-й раунд             | Худжанд         | 4:1               | 1:1      | 5:2                |
| 1998/99   | Кубок обладателей кубков Азии | 2-й раунд             | Ниса            | 6:0               | 0:5      | 6:5                |
| 1998/99   | Кубок обладателей кубков Азии | 3-й раунд             | Аль-Иттихад     | 0:1               | 0:3      | 0:4                |
| 1999/2000 | Азиатский клубный чемпионат   | 1-й раунд             | Иртыш           | 5:2               | 0:7      | 5:9                |
| 2001/02   | Кубок обладателей кубков Азии | 1-й раунд             | СКА-ПВО Бишкек  | 3:1               | 1:2      | 4:3                |
| 2001/02   | Кубок обладателей кубков Азии | 2-й раунд             | Регар-ТадАЗ     | 2:2               | 1:3      | 3:5                |
| 2002/03   | Лига чемпионов АФК            | Групповой этап        | Персеполис      | 1:0               | 1-й      |                    |
| 2002/03   | Лига чемпионов АФК            | Групповой этап        | Аль-Талаба      | 3:0               |          |                    |
| 2002/03   | Лига чемпионов АФК            | Групповой этап        | Ниса            | 3:0               |          |                    |
| 2002/03   | Лига чемпионов АФК            | Полуфинал             | БЭК Теро Сасана | 1:0               | 1:3      | 2:3                |
| 2004      | Лига чемпионов АФК            | Групповой этап        | Зоб Ахан        | 2:0               | 0:1      | 1-е место в группе |
| 2004      | Лига чемпионов АФК            | Групповой этап        | Катар СК        | 1:0               | 0:0      |                    |
| 2004      | Лига чемпионов АФК            | Групповой этап        | Риффа           | отказ             | отказ    |                    |
| 2004      | Лига чемпионов АФК            | 1/4 финала            | Аль-Вахда       | 4:0               | 1:1      | 5:1                |
| 2004      | Лига чемпионов АФК            | Полуфинал             | Соннам          | 0:0               | 0:2      | 0:2                |
| 2005      | Лига чемпионов АФК            | Групповой этап        | Аль-Ахли        | 2:1               | 0:3      | 2-е место в группе |
| 2005      | Лига чемпионов АФК            | Групповой этап        | Аль-Завраа      | 1:2               | 0:1      |                    |
| 2005      | Лига чемпионов АФК            | Групповой этап        | Аль-Джаиш       | 4:1               | 2:0      |                    |
| 2006      | Лига чемпионов АФК            | Групповой этап        | Аль-Кадисия     | 2:2               | 1:2      | 2-е место в группе |
| 2006      | Лига чемпионов АФК            | Групповой этап        | Фулад           | 2:0               | 3:1      |                    |
| 2006      | Лига чемпионов АФК            | Групповой этап        | Аль-Иттихад     | 2:0               | 1:2      |                    |
| 2007      | Лига чемпионов АФК            | Групповой этап        | Аль-Хиляль      | 0:2               | 0:2      | 2-е место в группе |
| 2007      | Лига чемпионов АФК            | Групповой этап        | Кувейт СК       | 2:1               | 1:0      |                    |
| 2007      | Лига чемпионов АФК            | Групповой этап        | Эстеглал        | матч не состоялся | -        |                    |
| 2008      | Лига чемпионов АФК            | Групповой этап        | Аль-Кадисия     | 0:1               | 2:2      | 2-е место в группе |
| 2008      | Лига чемпионов АФК            | Групповой этап        | Эрбиль          | 2:0               | 5:1      |                    |
| 2008      | Лига чемпионов АФК            | Групповой этап        | Аль-Гарафа      | 2:0               | 2:2      |                    |
| 2009      | Лига чемпионов АФК            | Групповой этап        | Аль-Хиляль      | 1:1               | 0:2      | 2-е место в группе |
| 2009      | Лига чемпионов АФК            | Групповой этап        | Саба Кум        | 2:1               | 2:0      |                    |
| 2009      | Лига чемпионов АФК            | Групповой этап        | Шабаб Аль-Ахли  | 2:0               | 2:1      |                    |
| 2009      | Лига чемпионов АФК            | 1/8 финала            | Аль-Иттифак     | 2:1               |          |                    |
| 2009      | Лига чемпионов АФК            | 1/4 финала            | Аль-Иттихад     | 1:1               | 0:4      | 1:5                |
| 2010      | Лига чемпионов АФК            | Групповой этап        | Аль-Шабаб       | 1:3               | 1:2      | 2-е место в группе |
| 2010      | Лига чемпионов АФК            | Групповой этап        | Сепахан         | 2:1               | 0:2      |                    |
| 2010      | Лига чемпионов АФК            | Групповой этап        | Аль-Айн         | 3:2               | 1:0      |                    |
| 2010      | Лига чемпионов АФК            | 1/8 финала            | Аль-Гарафа      | 0:1               |          |                    |
| 2011      | Лига чемпионов АФК            | Групповой этап        | Аль-Садд        | 1:1               | 1:2      | 4-е место в группе |
| 2011      | Лига чемпионов АФК            | Групповой этап        | Аль-Наср        | 2:2               | 0:4      |                    |
| 2011      | Лига чемпионов АФК            | Групповой этап        | Эстеглал        | 2:1               | 2:4      |                    |
| 2012      | Лига чемпионов АФК            | Групповой этап        | Аль-Иттихад     | 1:2               | 0:4      | 3-е место в группе |
| 2012      | Лига чемпионов АФК            | Групповой этап        | Бани Яс         | 1:1               | 0:2      |                    |
| 2012      | Лига чемпионов АФК            | Групповой этап        | Аль-Араби       | 3:1               | 1:0      |                    |
| 2013      | Лига чемпионов АФК            | Групповой этап        | Лехвия          | 2:2               | 1:3      | 4-е место в группе |
| 2013      | Лига чемпионов АФК            | Групповой этап        | Аль-Шабаб       | 1:2               | 1:0      |                    |
| 2013      | Лига чемпионов АФК            | Групповой этап        | Аль-Иттифак     | 1:0               | 0:2      |                    |
| 2015      | Лига чемпионов АФК            | Групповой этап        | Аль-Айн         | 0:1               | 1:1      | 3-е место в группе |
| 2015      | Лига чемпионов АФК            | Групповой этап        | Нафт Техран     | 2:1               | 1:1      |                    |
| 2015      | Лига чемпионов АФК            | Групповой этап        | Аль-Шабаб       | 0:2               | 2:2      |                    |
| 2016      | Лига чемпионов АФК            | Групповой этап        | Аль-Хиляль      | 2:2               | 1:4      | 3-е место в группе |
| 2016      | Лига чемпионов АФК            | Групповой этап        | Трактор Сази    | 1:0               | 0:2      |                    |
| 2016      | Лига чемпионов АФК            | Групповой этап        | Аль-Джазира     | 3:0               | 3:1      |                    |
| 2018      | Лига чемпионов АФК            | Плей-офф              | Аль-Гарафа      | 1:2               |          |                    |
| 2019      | Лига чемпионов АФК            | Предварительный раунд | Аль-Кува        | 2:1               |          |                    |
| 2019      | Лига чемпионов АФК            | Плей-офф              | Ан-Наср         | 2:1               |          |                    |
| 2019      | Лига чемпионов АФК            | Групповой этап        | Аль-Ахли        | 1:0               | 1:2      | 3-е место в группе |
| 2019      | Лига чемпионов АФК            | Групповой этап        | Персеполис      | 1:0               | 1:1      |                    |
| 2019      | Лига чемпионов АФК            | Групповой этап        | Аль-Садд        | 2:2               | 1:2      |                    |
| 2020      | Лига чемпионов АФК            | Групповой этап        | Аль-Хиляль      | 0:0               | 1:2      | 1-е место в группе |
| 2020      | Лига чемпионов АФК            | Групповой этап        | Шабаб Аль-Ахли  | 2:1               | 0:0      |                    |
| 2020      | Лига чемпионов АФК            | Групповой этап        | Падиде          | 1:0               | 3:0      |                    |
| 2020      | Лига чемпионов АФК            | 1/8 финала            | Эстегляль       | 2:1               |          |                    |
| 2020      | Лига чемпионов АФК            | 1/4 финала            | Персеполис      | 0:2               |          |                    |

## Главные тренеры
| Период     | Главный тренер           |
| ---------- | ------------------------ |
| 1956       | Валентин Бехтенев        |
| 1957       | Юрий Ходотов             |
| 1957—1959  | Лев Ольшанский           |
| 1960—1963  | Александр Келлер         |
| 1964       | Александр Абрамов        |
| 1965—1966  | Михаил Якушин            |
| 1967       | Борис Аркадьев           |
| 1968       | Евгений Елисеев          |
| 1969—1970  | Михаил Якушин            |
| 1971       | Александр Келлер         |
| 1971       | Геннадий Красницкий      |
| 1972—1975  | Вячеслав Соловьев        |
| 1975       | Гавриил Качалин          |
| 1976       | Анатолий Башашкин        |
| 1976       | Геннадий Красницкий      |
| 1977—1979  | Александр Кочетков       |
| 1979       | Олег Базилевич           |
| 1980       | Сергей Мосягин           |
| 1981—1985  | Иштван Секеч             |
| 1985—1986  | Виктор Тихонов           |
| 1987—1988  | Берадор Абдураимов       |
| 1989       | Виктор Носов             |
| 1990—1991  | Фёдор Новиков            |
| 1991       | Ахрол Иноятов            |
| 1991—1992  | Александр Тарханов       |
| 1992       | Ахрол Иноятов            |
| 1993       | Баходир Ибрагимов        |
| 1994       | Рустам Акрамов           |
| 1994       | Ахрол Иноятов            |
| 1994       | Виталий Суюнов           |
| 1995—1996  | Ханс Верел               |
| 1996—1997  | Александр Иванков        |
| 1998—1999  | Убиражара Вейга да Силва |
| 2000       | Александр Иванков        |
| 2001—2002  | Сергей Бутенко           |
| 2002       | Виктор Джалилов          |
| 2003—2006  | Тачмурад Агамурадов      |
| 2006       | Валерий Непомнящий       |
| 2006—2007  | Равшан Хайдаров          |
| 2008—2009  | Виктор Джалилов          |
| 2010       | Миодраг Радулович        |
| 2010—2011  | Равшан Хайдаров          |
| 2012       | Деян Журжевич            |
| 2012—2014  | Мурод Исмоилов           |
| 2014—2015  | Самвел Бабаян            |
| 2015       | Александр Григорян       |
| 2015—2016  | Нумон Хасанов            |
| 2016—2017  | Григорий Колосовский     |
| 2017       | Равшан Хайдаров          |
| 2017       | Джасур Абдураимов        |
| 2017—2020  | Шота Арвеладзе           |
| 2021—2021  | Питер Хёйстра            |
| 2022       | Славче Войнески          |
| 2022—2024  | Максим Шацких            |
| 2025—н. в. | Педро Морейра            |

## Принципиальные соперники

### «Среднеазиатское дерби»
В советское время главным и принципиальным соперником «Пахтакора» являлся сильнейший клуб Казахстана той эпохи — алма-атинский «Кайрат».
Противостояние между этими двумя клубами называлось среднеазиатским дерби. Его в обязательном порядке посещало высшее руководство республик, а на стадионах случались настоящие аншлаги.
Оно являлось частью более общего соперничества на всех уровнях, возникшего в середине XX века между Казахстаном и Узбекистаном.
После распада СССР «Пахтакор» и «Кайрат» начали участвовать в национальных чемпионатах своих стран и, соответственно, не часто пересекались в международных турнирах, ограничиваясь лишь редкими товарищескими встречами. В общей сложности команды провели между собой более 80 официальных матчей.
Также в советское время принципиальными соперниками «Пахтакора» считались ведущие клубы остальных республик Средней Азии — душанбинский «Памир», ашхабадский «Копетдаг» и бишкекская «Алга».

### «Узбекское Эль-Класико»
Главным принципиальным соперником «Пахтакора», начиная с 1990-х годов и до середины 2000-х, был ферганский «Нефтчи». Каждый матч между этими клубами вызывал большой интерес и ажиотаж среди болельщиков.
Со стороны болельщиков и СМИ данное противостояние получило название «Узбекское Эль-Класико». На протяжении 15 первых сезонов (с небольшими перерывами) в основном эти 2 клуба делили между собой 1-е и 2-е места в чемпионате Узбекистана.
После начала гегемонии ташкентских клубов в Высшей лиге (с середины 2000-х годов) и в результате спада результатов ферганского «Нефтчи», данное противостояние уступило место ташкентским дерби, но до сих пор остаётся одним из примечательных событий в узбекистанском футболе.

### «Ташкентское дерби»
В 2005 году в Ташкенте был основан клуб «Курувчи», который в 2008 году сменил название на «Бунёдкор». Начиная с первых лет своего появления в Высшей лиге Узбекистана, он стал бороться за золотые медали.
В 2008—2011 годах клуб четырежды подряд становился чемпионом Узбекистана, а «Пахтакор» ограничивался вице-чемпионством или бронзовыми наградами.
Начиная с 2007 года, главным футбольным противостоянием в Узбекистане стали матчи между «Пахтакором» и «Бунёдкором», перейдя и на Кубок Узбекистана, как и в случае с ферганским «Нефтчи».
После усиления ещё одного ташкентского клуба — «Локомотива», который с 2012 года регулярно становится призёром в Высшей лиге (а в 2016—2018 годах — чемпионом), матчи «Пахтакора» и «Бунёдкора» против этой команды также стали именоваться «ташкентским дерби».

## Прозвища и болельщики
В советское время одним из самых распространённых прозвищ «Пахтакора» являлось «хлопкоробы» (узб. paxtakorlar), иногда команда именовалась «узбекскими хлопкоробами».
Хлопкороб — это человек, занимающийся хлопководством. На эмблеме клуба до сих пор изображен хлопок. Само название клуба с узбекского языка буквально переводится как «хлопкороб» или «хлопковод».
С советских времен и поныне команда также называется «ташкентцами». Ещё клуб известен по прозвищу «Народная команда» (узб. Xalq jamoasi).
В последнее время её также стали называть «львами» (узб. sherlar). Кроме того, распространены прозвища «жёлтые» (узб. sariqlar), «жёлто-белые» (узб. sariq-oqlar) и «жёлто-синие» (узб. sariq-ko'klar).
У «Пахтакора» имеется огромное количество болельщиков не только в Ташкенте и Узбекистане, но и за его пределами.
Так, например, в других странах постсоветского пространства, и особенно — в Средней Азии (Казахстан, Кыргызстан, Таджикистан и Туркменистан), а также в некоторых других азиатских государствах (Афганистан, Иран, Пакистан).
У клуба есть болельщики и среди известных личностей Узбекистана (певцов, актёров, режиссёров, политиков, журналистов и др.).

## Авиакатастрофа 1979 года
11 августа 1979 в 13:35 в районе Днепродзержинска на высоте 8400 м столкнулись два пассажирских самолёта Ту-134А. Один из самолётов выполнял рейс Ташкент — Минск. На его борту находились 84 человека, в том числе 17 футболистов команды «Пахтакор». Второй следовал по маршруту Челябинск — Воронеж — Кишинёв. На его борту находились 88 пассажиров и 6 членов экипажа. Погибли 178 человек — 13 членов экипажа и 165 пассажиров, в том числе футболисты команды. Действия диспетчеров Харьковского РЦ Жуковского и Сумского по управлению самолётами, с учётом допущенных ими отклонений и нарушений НПП-ГА (Наставления по производству полётов гражданской авиации), технологии работы и должностной инструкции оказали прямое влияние на возникновение аварийной ситуации и развитие её в катастрофическую с последующим столкновением в воздухе. Жуковский и Сумской были осуждены на 15 лет лишения свободы каждый.
Некоторые члены футбольного клуба были похоронены в Ташкенте на Боткинском кладбище города, где им поставлен памятник.
«Пахтакор» из-за этой трагедии в 1979 году и нескольких последующих чемпионатах был усилен добровольцами из других клубов. Кроме того, в регламент чемпионата СССР по футболу была внесена статья, по которой в течение 3 лет, независимо от результатов, «Пахтакор» сохранял место в высшей лиге советского футбола.